# Subbekasha
Subbekasha là một chi nhện trong họ Linyphiidae.